# Rue des Lavandières-Place-Maubert
La rue des Lavandières-Place-Maubert est une ancienne rue de Paris, disparue en 1888 lors du percement de la rue Lagrange. Elle était située dans le quartier de la Sorbonne du 5e arrondissement.  Elle ne doit pas être confondue avec la rue des Lavandières-Sainte-Opportune dans le 1er arrondissement.

## Situation

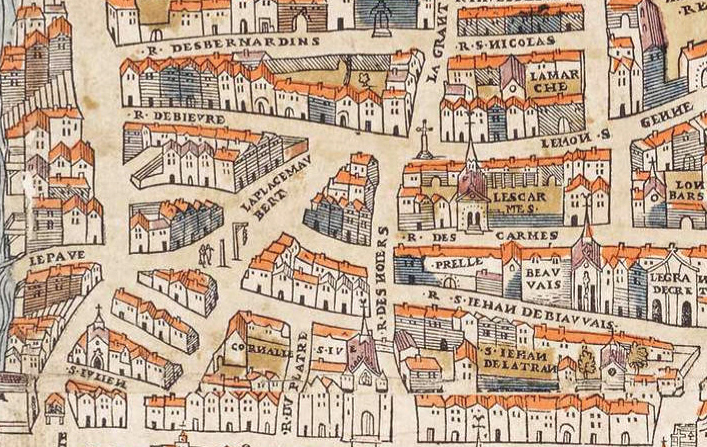
La rue des Lavandières au centre de cet extrait du plan de Truschet et Hoyau (mi-XVIe siècle).

La rue appartenait juste avant la Révolution française à la paroisse Saint-Étienne-du-Mont. Pendant la Révolution française, elle fait partie de la section du Panthéon-Français, qui devient le quartier Saint-Jacques lors de la création de l'ancien 12e arrondissement en 1795,. Elle fait ensuite partie du quartier de la Sorbonne après la création du 5e arrondissement en 1859.
La rue partait de la place Maubert et de la rue Galande (partie aujourd'hui incorporée à la rue Lagrange) et se terminait rue des Noyers (boulevard Saint-Germain). Longue de 77 m, aucune autre rue n'y aboutissait. Les numéros de la rue étaient noirs. Le dernier numéro impair était le no 11 et le dernier numéro pair était le no 18.

## Origine du nom
La dénomination de cette rue lui vient de ce que les blanchisseuses ou lavandières l'habitaient pour être plus proches de la Seine.

## Historique
Vers 1230, la rue est déjà bordée de constructions. Son nom lui vient de la présence de lavandières qui lavaient le linge dans des lavoirs sur les bords de Seine toute proche.
Elle est citée dans Le Dit des rues de Paris de Guillot de Paris sous la forme « rue a Lavendières ».
Elle est citée sous le nom de « rue des Lavandières » dans un manuscrit de 1636.
Lors du percement boulevard Saint-Germain, déclaré d'utilité publique en 1855, la rue est raccourcie. En 1887, la rue Monge (devenue à cet endroit la rue Lagrange) est prolongée jusqu'au quai de Montebello et la rue des Lavandières est supprimée.
Les destructions commencent en 1888. Le Figaro déclare dans son édition du 17 novembre 1888 : « Le 24 de ce mois, en effet, aura lieu l’adjudication des matériaux à provenir de la démolition de soixante-neuf immeubles qui se trouvent sur le tracé du prolongement, jusqu’au quai de Montebello, de la rue Monge, et le travail commencera aussitôt après. […] La rue Jacinthe, ruelle étroite et fangeuse, n’existera plus, ainsi que la rue de l’Hôtel-Colbert et ce qui restait de la rue des Lavandières, à l’angle de la place Maubert. […] Il n’y a lieu, à aucun point de vue, de regretter ces diverses disparitions. Aucun souvenir spécial ne se rattache aux maisons condamnées, dont la plupart étaient d’ailleurs dans un état de délabrement complet et qui offraient un asile sûr à toutes les maladies épidémiques. »
Le 16, rue Lagrange et le 62, boulevard Saint-Germain sont construits à son emplacement.